# San Martín de Carral
San Martín de Carral es uno de los seis barrios o parroquias del municipio de Sopuerta en la provincia de Vizcaya, País Vasco. Se encuentra entre los barrios de Avellaneda y Mercadillo. 
De acuerdo con el censo del 1 de enero de 2007, tiene una población de 168 personas ubicadas a una altitud media de 107 m s. n. m. Las carreteras que la cruzan son la BI-3611 y BI-2701.

## Festividades
El 16 de agosto de cada año se celebra la fiesta patronal en honor a San Roque. Y el 11 de noviembre de cada año  se celebra la fiesta de  San Martín (santo de este barrio)

## Patrimonio
- Palacio de Oquendo. Palacio barroco de campo.
- Iglesia parroquial de San Martín. Construida en 1730